# Melanorivulus
Melanorivulus é um gênero de peixes de água doce da América do Sul que pertence à família Rivulidae. Os peixes desse gênero habitam águas rasas da margem de rios, ou outros corpos d'água abertos, com profundidades de 5 a 30 cm. Por conta disso, esses peixes têm uma distribuição restrita e são particularmente vulneráveis devido à destruição de seus habitats.
Muitas espécies desse gênero são endêmicas de bacias do leste da Amazônia (na parte oeste da bacia do rio Tapajós), Tocantins-Araguaia, São Francisco e rio da Prata. Algumas estão presentes no oeste da Bolívia, sul do Paraguai e Argentina, leste da Paraíba e Sergipe. Apenas a M. schuncki ocorre no norte do rio Amazonas.
Semelhante a gêneros relacionados como Anablepsoides, Atlantirivulus, Cynodonichthys e Laimosemion, os Melanorivulus são peixes saltadores e killifish não anuais.
Melanorivulus são peixes de pequeno porte, com espécies variando de 5 cm a menos de 2 cm. Algumas espécies possuem colorações marcantes, sendo utilizadas no aquarismo.

## Espécies
Até 2011, os Melanorivulus eram incluídos em no gênero Rivulus,  e alguns preferem ainda mantê-los nesse gênero. 
Se o gênero for reconhecido como válido, existirão aproximadamente 60 espécies em Melanorivulus.